# Joonas Kokkonen
Joonas Kokkonen () (né à Iisalmi (Finlande) le 13 novembre 1921 et mort à Järvenpää le 2 octobre 1996) est un compositeur finlandais.

## Biographie

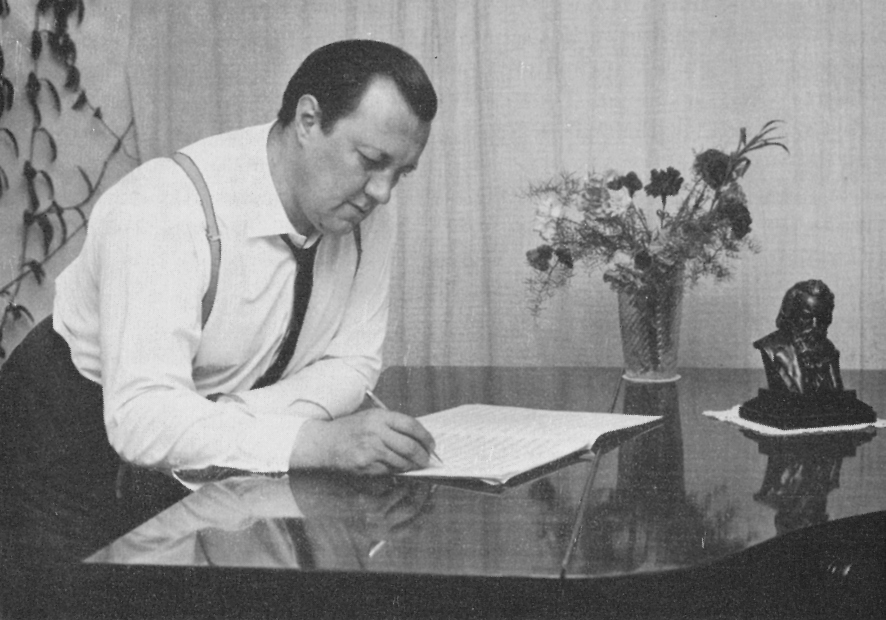
Joonas Kokkonen composant sa Symphonie nº 1 (1960).

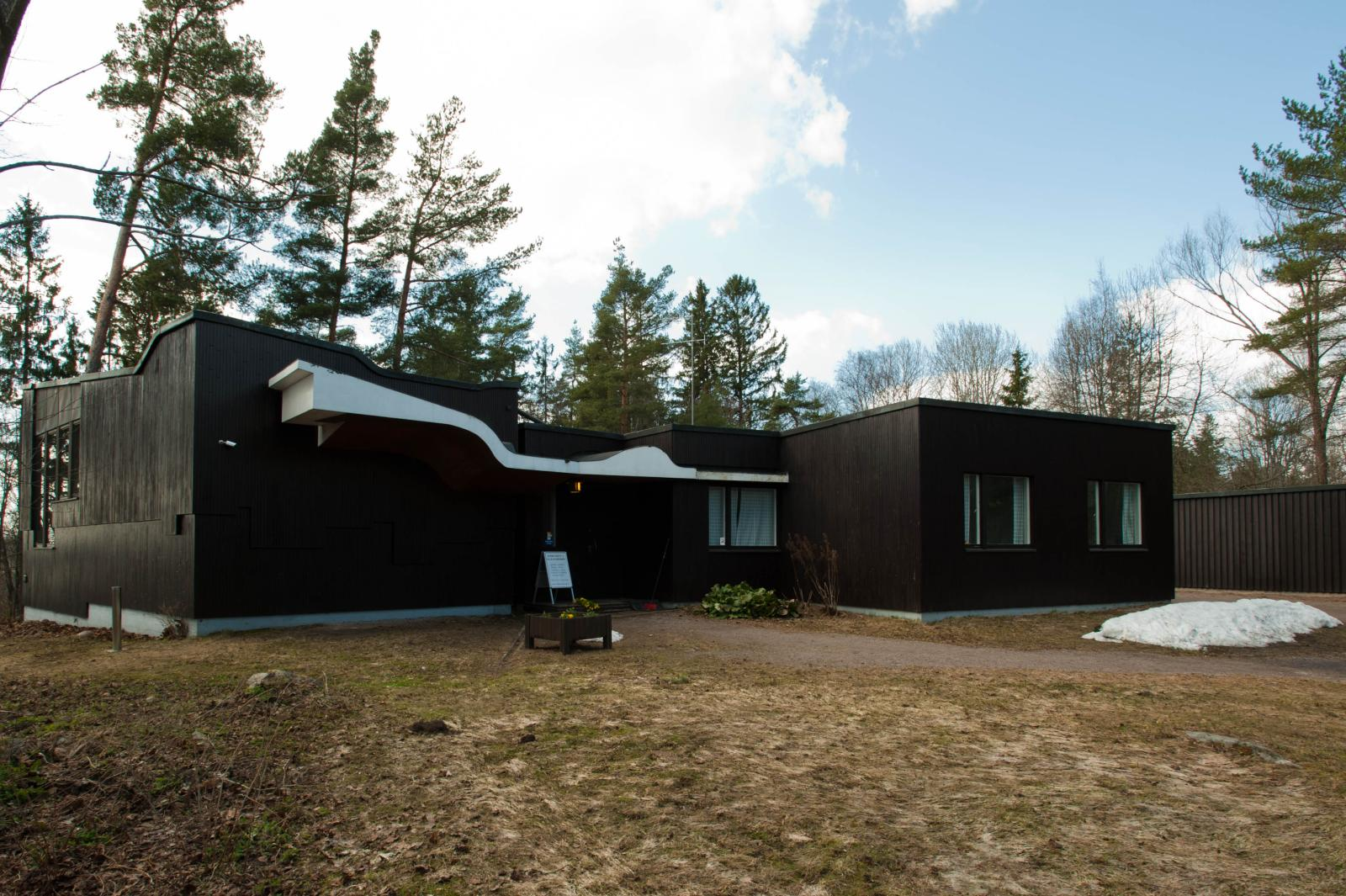
La Villa Kokkonen.

Kokkonen obtient en 1948 une licence en musicologie à l'université d'Helsinki, avec Ilmari Krohn (de). 
L'année suivante, il passe un diplôme en interprétation pianistique à l'Académie Sibelius, où il a pour professeurs Selim Palmgren (harmonium), Sulho Ranta et Ilmari Hannikainen (piano). 
Il y enseigne à partir de 1950, devient professeur de composition (1959-1963) avant de diriger le Département de composition (1965-1970). 
Parmi ses élèves les plus doués, on peut citer Aulis Sallinen, Paavo Heininen, Leif Segerstam, Henrik Otto Donner (en) et Pehr Henrik Nordgren. 
De 1947 à 1963, il est aussi critique musical pour plusieurs revues et anime des émissions à la radio. En 1963, il abandonne son poste et devient membre de l'Académie de Finlande. 
Il est l'auteur d'un Requiem (1981), dédié à sa femme Maija Kokkonen décédée en 1979, de plusieurs symphonies, d'un opéra Viimeiset kiusaukset (Les dernières tentations), de musique concertante et de musique de chambre. 
Après Sibelius, il occupe une place majeure dans la musique finlandaise du XXe siècle. Il a été président de plusieurs associations musicales et a tenu à ce titre un rôle de premier plan pour le développement de l'éducation musicale dans son pays, s'attachant notamment à l'amélioration des conditions de travail de tous les jeunes artistes.
Influencé au départ par Sibelius, puis par Bartók, son style musical mêle néo-classicisme et sérialisme, restant en marge des courants avant-gardistes. Il a composé des œuvres très variées, allant de la musique symphonique, de la musique de chambre à l'opéra.
Alvar Aalto concevra la Villa Kokkonen, bâtie en 1969 à Järvenpää, qui lui servira d'habitation et d'atelier.
C'est à Järvenpää, où Kokkonen a passé la majeure partie de sa vie que le compositeur, souffrant de problèmes cardiaques, s'éteint le 2 octobre 1996, quelques semaines avant son 75e anniversaire.

## Principales œuvres

### Musique symphonique
- Symphonie nº 1 (1960)
- Symphonie nº 2 (1960-61)
- Symphonie nº 3 (1967)
- Symphonie nº 4 (1971)

### Musique concertante
- Concerto pour violoncelle et orchestre (1969)

### Musique de chambre
- Trio avec  piano (1948)
- Quintette avec piano (1951-53)
- Duo pour violon & piano (1955)
- Quatuor à cordes nº 1 (1959)
- Sinfonia da camera, pour 12 cordes (1961-62)
- Quatuor à cordes nº 2 (1966)
- Quintette à vents (1973)
- Sonate pour violoncelle et piano (1975-76)
- Quatuor à cordes nº 3 (1976)
- Durch einen Spiegel pour 12 cordes et clavecin (1977)

### Musique pour divers instruments
- Impromptu pour piano (1938)
- Sonatine pour piano (1953)
- 5 Bagatelles pour piano (1968-69)
- Lux æterna, pour orgue (1974)

### Opéras
- Viimeiset kiusaukset (Les dernières tentations) (1973-1975)

### Musique vocale
- Missa a cappella (1963)
- Requiem (1981)

## Prix
- Prix Sibelius de Wihuri, 1973
- Académicien, 1963